# DNA Oyj
DNA Oyj è una compagnia telefonica finlandese, nata nel 2007, con sede a Helsinki. Offre servizi di telefonia mobile, ADSL, televisione via cavo e telefonia fissa.

## Storia
DNA nacque in principio come operatore di telefonia cellulare del Gruppo Finnet.
La Helsinki Telephone Association (ora Elisa Oyj) lasciò Finnet ed ebbero bisogno di trovare un suo operatore, e così fecero nel 2000.  Nel 2006 ebbero delle difficoltà con la restante compagnia Finnet. I più grandi membri si fusero con DNA e lasciarono l'associazione.